# High Flying Bird
High Flying Bird ist ein auf einem iPhone 8 gedrehtes Filmdrama von Steven Soderbergh über einen Sportagenten, der während eines Lockouts der Basketball-Profiliga nach einer Geschäftsmöglichkeit sucht und einen jungen Spieler über die Tricks und Tücken des geschäftlichen Aspekts seines Sports aufklärt. Der Film feierte seine Premiere am 27. Januar 2019 auf dem Slamdance Film Festival und wurde am 8. Februar 2019 international auf Netflix veröffentlicht.

## Handlung
In der amerikanischen Basketball-Profiliga NBA wird gestreikt, weshalb der Spieleragent Ray Burke langsam echte Geldprobleme bekommt. Er ist bekannt dafür, junge, aufstrebende Spieler unter Vertrag zu nehmen und ihnen bei ihren ersten Schritten in der NBA zu helfen. Der bei seiner Firma unter Vertrag stehende Rookie Erick Scott, der ebenfalls einen finanziellen Engpass hat, gerät mit seinem zukünftigen Teamkollegen Jamero Umber in einen Streit, den sie online austragen. Das Twitter-Gefecht zwischen den beiden bringt Ray auf eine Idee. Eine neue Basketball-Liga, die unabhängig von den zumeist weißen Besitzern der Mannschaften agieren könnte und in der die Spiele im Internet gezeigt werden, könnte die Lösung ihrer finanziellen Probleme sein. Hierdurch würden auch vertragliche Verpflichtungen umgangen werden. Ray wittert, dass er mit dem Geschäftsmodell eine Menge Geld verdienen kann, doch er hat nur 72 Stunden Zeit, um den wagemutigen Plan umzusetzen.

## Produktion
Die Hauptrolle von Ray Burke wurde mit André Holland besetzt.
Soderbergh fungierte selbst als Kameramann und übernahm auch den Filmschnitt. Die Dreharbeiten wurden im Februar 2018 in New York begonnen und Mitte März 2018 beendet und dauerten damit lediglich drei Wochen. Nachdem er ein Jahr zuvor bereits Unsane – Ausgeliefert auf einem Smartphone aufgenommen hatte, drehte Soderbergh den Film mit einem iPhone 8.
Der Film feierte am 27. Januar 2019 im Rahmen des Slamdance Film Festivals seine Premiere, wurde am 7. Februar 2019 der Film Society of Lincoln Center gezeigt und am 8. Februar 2019 weltweit in das Programm von Netflix aufgenommen.

## Rezeption

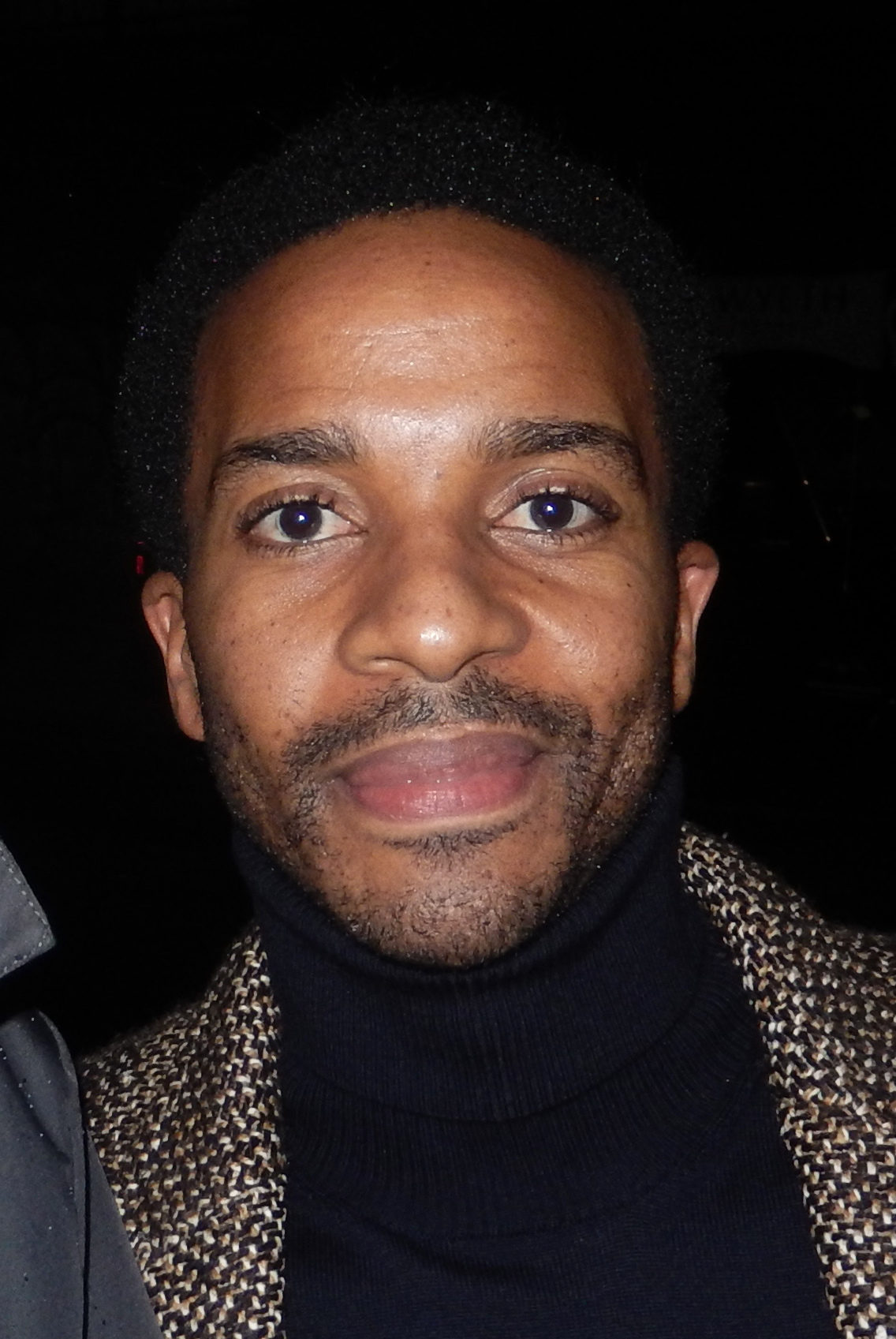
André Holland ist im Film in der Rolle von Ray Burke zu sehen

Der Film stieß bislang auf die Zustimmung von 91 Prozent aller Kritiker bei Rotten Tomatoes und erreichte hierbei eine durchschnittliche Bewertung von 7,3 der möglichen 10 Punkte.
Robert Abele von The Wrap beschreibt High Flying Bird als einen Film zum Nachdenken darüber, worin die verlockenden Möglichkeiten in einem Sport bestehen, der für seine überwiegend schwarzen Athleten so wichtig ist, in dem jedoch noch immer hauptsächlich eine wohlhabende, weiße Klasse das Sagen hat, die sich Veränderungen oder einer Teilung der Macht  widersetzt.
Michael Meyns schreibt in seiner Kritik bei Filmstarts, das Drehbuch von Tarell Alvin McCraney sei so dicht, so voll von Text und Subtexten, dass es kaum möglich sei, alle Details beim ersten Sehen wahrzunehmen. Auch wenn man nicht immer ganz genau nachvollziehen könne, worüber die Spieleragenten, Manager und Teambesitzer genau streiten, sei die Grundtendenz doch unübersehbar, so Meyns: „Die einen haben die Kontrolle, die anderen werden an der kurzen Leine gehalten. Dass die einen weiß und die anderen schwarz sind, muss da gar nicht groß erwähnt werden, das ist unübersehbar.“ McCraney und Soderbergh ließen die Rassenthematik jedoch einfach nur unterschwellig mitschwingen, was ihre Analyse der Strukturen des amerikanischen Sports und damit auch der amerikanischen Gesellschaft nur noch überzeugender mache, so Meyns. Wie bei seinem Thriller Unsane – Ausgeliefert passe auch in High Flying Bird die Ästhetik perfekt zum Film, indem er Büroräume und Luxusrestaurants in grandios klare, sich konsequent kalt anfühlende Bilder taucht. Der Filmkritiker schreibt resümierend über Soderberghs Arbeit: „Mit einer enormen Intensität erzählt er von den Strukturen des Profibasketballs und damit zugleich auch von den tief verwurzelten Rassenverhältnissen in den USA.“

## Auszeichnungen
Gotham Awards 2019
- Nominierung für das Beste Drehbuch (Tarell Alvin McCraney)
- Nominierung als Bester Darsteller (André Holland)

Independent Spirit Awards 2020
- Nominierung für das Beste Drehbuch (Tarell Alvin McCraney)[12]

## Synchronisation
Die deutsche Synchronisation entstand nach einem Dialogbuch und der Dialogregie von Christoph Cierpka im Auftrag der RC Production Kunze & Wunder GmbH & Co. KG in Berlin.
| Darsteller           | Synchronsprecher     | Rolle         |
| -------------------- | -------------------- | ------------- |
| André Holland        | Till Endemann        | Ray Burke     |
| Melvin Gregg         | Kaze Uzumaki         | Erick Scott   |
| Caleb McLaughlin     | Ben Hadad            | Darius        |
| Kyle MacLachlan      | Tom Vogt             | David Seton   |
| Zachary Quinto       | Timmo Niesner        | David Starr   |
| Glenn Fleshler       | K.Dieter Klebsch     | Doug          |
| Jeryl Prescott       | Ulrike Möckel        | Emera Umber   |
| Bobbi Bordley        | Derya Flechtner      | Freddy        |
| Justin Hurtt-Dunkley | Dejan Bućin          | Jamero        |
| Kristina Pink        | Nurcan Özdemir       | Kristina Pink |
| Sonja Sohn           | Martina Treger       | Myra          |
| Zazie Beetz          | Zazie Beetz          | Sam           |
| Bill Duke            | Reinhard Scheunemann | Spencer       |
| Van Lathan           | Dennis Sandmann      | Van Lathan    |